# ГЕС Кунда I
ГЕС Кунда I — гідроелектростанція на півдні Індії у штаті Тамілнад. Знаходячись між ГЕС Кунда V та ГЕС Кунда VI (вище по течії) і ГЕС Кунда II, входить до складу гідровузла у сточищі річки Бхавані, правої притоки Кавері (кількома рукавами впадає у Бенгальську затоку за півсотні кілометрів на південь від Пудучеррі).
Збір ресурсу для роботи комплексу відбувається переважно на східному схилі Західних Гатів, де неподалік одна від одної беруть початок:
1. Сама Бхавані, котра спершу описує вигнуту на південь дугу після чого приймає північно-східний напрямок;
2. Ліва притока Бхавані Кунда, течія якої має східне спрямування;
3. Інша ліва притока Бхавані Moyar, яка у верхній течії під назвою Пікара прямує спершу на північ перед наступним поворотом на схід.
Центральну частину схеми склало водосховище Avalanche-Emerald, створене в 1961 році за допомогою двох гребель на витоках Кунди. Розташовану дещо південніше долину Avalanche (котра сусідить з витоком Бхавані) перекрили греблею висотою 57 метрів та довжиною 366 метрів, на яку пішло 326 тис. м3 матеріалу. Тоді як в розташованій північніше долині Emerald (підходить до сточища Пікари) звели споруду висотою 65 метрів та довжиною 323 метри, котра вмістила 325 тис. м3. Утримувані ними водойми перетворили на єдине сховище за допомогою прокладеного під водорозділом тунелю довжиною 734 метри, який здатен пропускати 25 м3/с. Воно має корисний об'єм 154 млн м3 та припустиме коливання рівня води в операційному режимі між позначками 1943 та 1986 метрів НРМ.

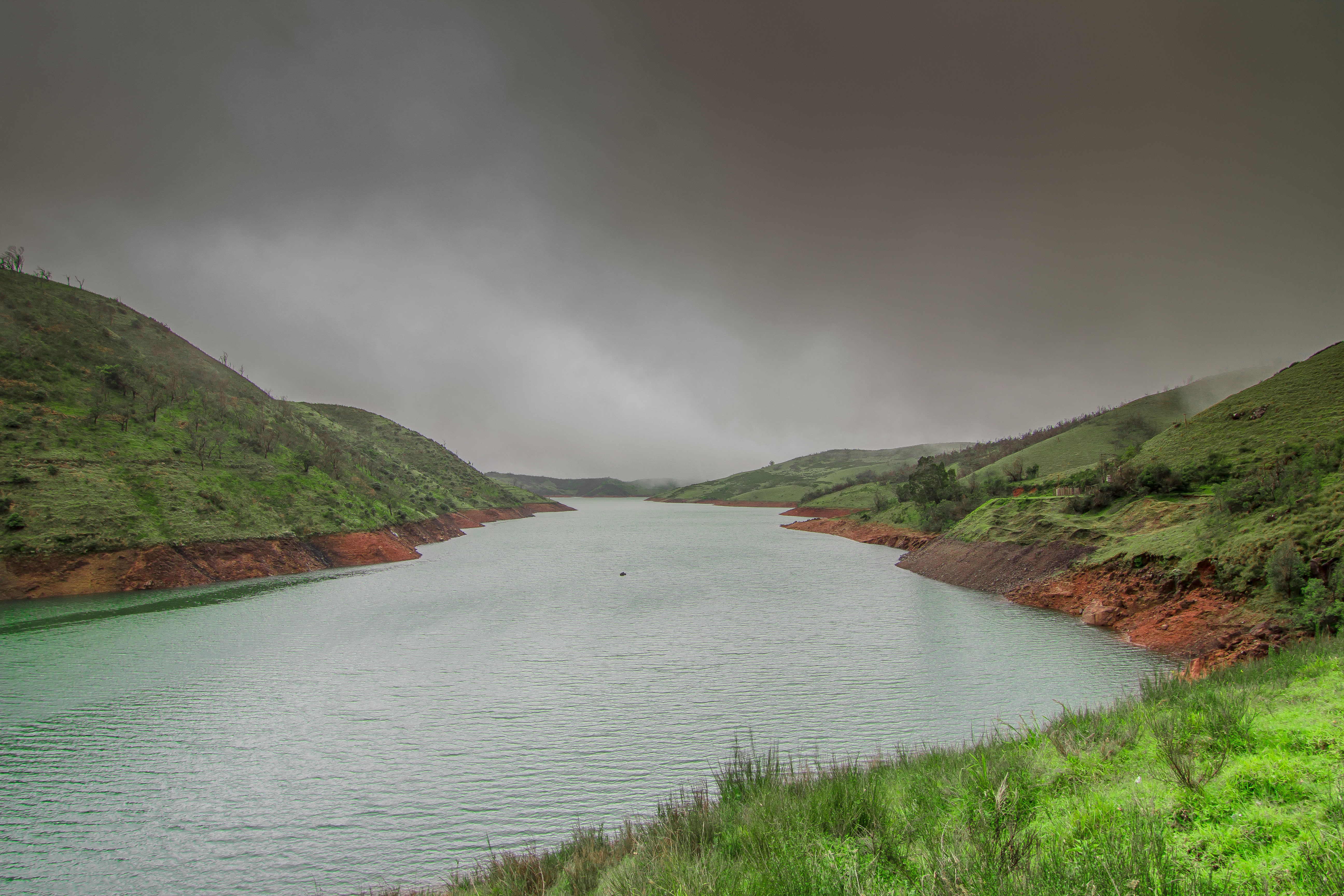
Водосховище Верхньобхаванської греблі

Південніше від Avalanche-Emerald розташувалось водосховище Верхньобхаванської греблі (1965 рік), яка має висоту 80 метрів, довжину 419 метрів та потребувала 419 тис. м3 матеріалу. Вона утримує водойму з об'ємом 101 млн м3 (корисний об'єм 85,2 млн м3), накопичений в якій ресурс через тунель довжиною 4,2 км потрапляє в долину Avalanche (з 1988 року приводячи одночасно у дію ГЕС Кунда V потужністю 40 МВт).
В той же час північніше від Avalanche-Emerald на витоках правого притоку Пікари є одразу дві водойми, які утримують споруджені в 1966 році греблі Porthimund (при висоті 56 метрів та довжині 335 метрів потребувала 275 тис. м3 матеріалу і утворила сховище з об'ємом 56,5 млн м3) та Парсонс-Воллей (висота 43 метри, довжина 146 метрів, витрата матеріалу 54 тис. м3). Накопичений в Porthimund ресурс перекидається до сховища Парсонс-Воллей, після чого подається в долину Emerald (з 2000 року приводячи одночасно у дію ГЕС Кунда VI потужністю 30 МВт). В той же час можна відзначити, що одночасно з деривацією до сточища Кунди основна частина ресурсу Пікари використовується розташованим північніше гідровузлом, верхнім ступенем якого є ГЕС Пікара.
З іншого боку, додатковий водозабір для роботи каскаду Кунда відбувається на західному схилі Західних Гатів, який дренується системою річки Чаліяр (впадає у Лаккадівське море біля міста Кожикоде). Сточище останньої практично повністю знаходиться на території штату Керала, проте кілька потоків у верхів'ях лівої притоки Чаліяр річки Pandippuzha береть початок на території Тамілнаду. Їх перекрили зведеними в 1966 році трьома греблями — Western Catchment No. I, No. II та No. III, які мають висоту 18, 30 і 26 метрів відповідно при довжині 72, 85 та 92 метри, а їх спорудження потребувало 3, 18 та 13 тис. м3 матеріалу. Від греблі No. I ресурс подається до південного сховища на Бхавані, тоді як від No. II вода прямує до No. III, а звідти у північне сховище Porthimund.
Можливо відзначити, що всі описані вище греблі виконані у традиційній для Індії формі мурованої споруди.
Зібраний до сховища Avalanche-Emerald ресурс подається у прокладений через гірський масив правобережжя Кунди дериваційний тунель довжиною 4,5 км. Останній переходить у три напірні водоводи довжиною по 1 км зі спадаючим діаметром від 1,6 до 1,3 метра. Вони живлять розміщені в машинному залі три турбіни типу Пелтон потужністю по 20 МВт, які працюють при напорі від 316 до 359 метрів (номінальний напір 344 метри).
Відпрацьована вода потрапляє у створений на Кунді нижній резервуар, з якого спрямовується на ГЕС Кунда II.